# Dorna Candrenilor
Dorna Candrenilor (Dornakandren) település Romániában, Bukovinában, Suceava megyében.

## Fekvése
A Dorna patak völgyében, Dornavátra után, 8 km-re a DN 17-es úton nyugatra található település.

## Leírása
A település első lakói a fennmaradt hagyományok szerint Erdélyből érkeztek ide, még több száz évvel ezelőtt.
Dorna Candrenilor 830 méter magasságban fekvő üdülőtelep, melynek környéke gyógyforrásokban gazdag.
A falu közelében egy 200 hektáros természetvédelmi terület (geológiai rezervátum) található.
Külön érdekesség a Tomuăul-csúcs tizenkét kristályos sziklatömbje, amelyet a nép 12 apostol-nak nevez. A sziklák közül egyik-másik a 15 méteres magasságot is eléri.
Ez a természetes szoborcsoport nyaranta sok látogatót vonz az itteni borókafenyő erdőbe.
A településtől nem messze található a pisztrángos Negri-patak forrásvidéke is.
A 2002 évi népszámláláskor 4,684, 2007-ben pedig 4,630 lakosa volt.